# 2. ŽNL Zadarska 2007./08.
Ovaj članak je podtema članka: 6. rang HNL-a 2007./08.

2. ŽNL Zadarska u sezoni 2007./08. je predstavljala drugi stupanj županijske lige u Zadarskoj županiji, te ligu šestog stupnja hrvatskog nogometnog prvenstva. Sudjelovalo je devet klubova, a ligu je osvojila momčad "Jasenica". 

Poslije ove sezone, 2. ŽNL je privremeno ukinuta, a preostali klubovi priključeni u 1. ŽNL. 2. ŽNL je ponovno formirana u sezoni 2012./13.

## Sustav natjecanja
Devet klubova je igralo dvokružnim liga-sustavom (18 kola, 16 utakmice po klubu).

## Momčadi
- Arbanasi – Zadar
- Dalmatinac – Crno
- HAŠK '99 – Benkovac
- Jasenice – Jasenice
- Paklenica – Starigrad
- Podgradina – Podgradina
- Sveti Mihovil – Sutomišćica
- Velebit – Gračac
- Vrčevo – Glavica

## Ljestvica
| Poz. | Momčad            | U  | P  | N | I  | G+ | G– | G+/– | Bod. | Nastavak natjecanja ili ispadanje |
| ---- | ----------------- | -- | -- | - | -- | -- | -- | ---- | ---- | --------------------------------- |
| 1.   | Jasenice (P)      | 16 | 11 | 4 | 1  | 58 | 19 | +39  | 37   | 1. ŽNL A                          |
| 2.   | Sveti Mihovil     | 16 | 10 | 1 | 5  | 57 | 28 | +29  | 31   | 1. ŽNL B                          |
| 3.   | Dalmatinac        | 16 | 8  | 2 | 6  | 38 | 27 | +11  | 26   | 1. ŽNL A                          |
| 4.   | Podgradina        | 16 | 7  | 1 | 8  | 32 | 27 | +5   | 22   | 1. ŽNL A                          |
| 5.   | Arbanasi          | 16 | 7  | 1 | 8  | 41 | 40 | +1   | 22   | 1. ŽNL A                          |
| 6.   | Paklenica         | 16 | 7  | 1 | 8  | 18 | 32 | −14  | 22   | 1. ŽNL A                          |
| 7.   | Vrčevo            | 16 | 6  | 3 | 7  | 25 | 25 | 0    | 21   | 1. ŽNL B                          |
| 8.   | Velebit Gračac    | 16 | 5  | 1 | 10 | 32 | 52 | −20  | 16   | 1. ŽNL A                          |
| 9.   | HAŠK '99 Benkovac | 16 | 3  | 2 | 11 | 21 | 72 | −51  | 11   |                                   |

## Rezultatska križaljka
| kratica | klub                      | ARB | DAL | HAŠK | JAS | PAK | POD | SVM | VEL | VRČ   |
| --- | ------------------------- | --- | --- | ---- | --- | --- | --- | --- | --- | ----- |
| ARB | Arbanasi Zadar            |     |     |      |     |     |     | 4:1 | 4:2 |       |
| DAL | Dalmatinac Crno           |     |     |      |     |     | 3:0 | 4:1 | 3:3 |       |
| HAŠK | HAŠK '99 Benkovac         |     | 2:6 |      | 3:9 | 2:0 |     |     |     | 2:3 p |
| JAS | Jasenice                  |     | 5:1 |      |     |     | 2:0 |     |     |       |
| PAK | Paklenica Starigrad       | 3:2 | 1:2 |      |     |     |     |     |     | 0:4   |
| POD | Podgradina                |     |     | 9:0  |     |     |     |     |     |       |
| SVM | Sveti Mihovil Sutomišćica |     |     |      | 7:1 | 5:1 |     |     |     |       |
| VEL | Velebit Gračac            |     |     |      |     |     | 2:1 |     |     | 3:2   |
| VRČ | Vrčevo Glavica            | 2:1 |     |      | 1:1 |     |     |     |     |       |
| |                           |     |     |      |     |     |     |     |     |       |
| podebljan rezltat - igrano u prvom dijelu lige (1. – 9. kolo) rezultat normalne debljine - igrano u drugom dijelu lige (10. – 18. kolo) rezultat nakošen - nije vidljiv redoslijed odigravanja međusobnih utakmica iz dostupnih izvora prekrižen rezultat - poništena ili brisana utakmica p - utakmica prekinuta p.f. - rezultat 3:0 bez borbe |                           |     |     |      |     |     |     |     |     |       |

Izvori: 

## Povezai članci
- 2. ŽNL Zadarska
- 1. ŽNL Zadarska 2007./08.

## Vanjske poveznice
- nszz-zadar.hr, Nogometni savez Zadarske županije